# Port lotniczy Biełgorod
Port lotniczy Biełgorod (IATA: EGO, ICAO: UUOB) – port lotniczy położony 4 km na północ od Biełgorodu, w obwodzie biełgorodzkim, w Rosji.

## Linie lotnicze i połączenia
| Linia lotnicza    | Kierunek                                    |
| ----------------- | ------------------------------------------- |
| Aerofłot          | 1. Moskwa-Szeremietiewo (od 1 czerwca 2017) |
| Gazpromavia       | 1. Nowy Urengoj 2. Nojabrsk 3. Niagań       |
| Komiaviatrans     | 1. Sankt Petersburg                         |
| Nordwind Airlines | 1. Moskwa-Szeremietiewo                     |
| Pegas Fly         | Sezonowe czartery: 1. Phuket                |
| Pobeda            | 1. Moskwa-Wnukowo                           |
| RusLine           | 1. Moskwa-Domodiedowo 2. Jekaterynburg      |
| UVT Aero          | 1. Kazań                                    |
| UTair Aviation    | 1. Moskwa-Wnukowo                           |